# Witold Hurewicz
Witold Hurewicz (29. červen 1904, Lodž, Polsko, tehdy Ruské impérium - 6. září 1956, Uxmal, Mexiko) byl polský matematik. Zabýval se především topologií a teorií množin, ale i diferenciálními rovnicemi a aplikovanou matematikou. Většinu tvůrčího života prožil v USA, od roku 1945 přednášel na Massachusettském technologickém institutu. Zemřel v Mexiku po pádu z mayské pyramidy.